# District du palais de justice du comté de Chenango
Le district du palais de justice du comté de Chenango (Chenango County Courthouse District) est un district historique américain qui comprend un palais de justice historique situé dans la cité de Norwich dans le comté de Chenango, dans l'État de New York. Il comporte 45 bâtiments contributifs et comprend deux parcs, des bâtiments gouvernementaux, ainsi que des bâtiments culturels et commerciaux. Les bâtiments notables comprennent le palais de justice du comté de Chenango (1837), le bureau du shérif (1905), le bureau du greffier du comté (1852), l'église First Baptist (1845), le bâtiment Maurice S. Ireland (1880), l'hôtel Old Norwich, l'hôtel de ville (1903), et le dépôt ferroviaire Erie-Lackawanna (1902). Il se trouve aussi dans le district le bureau de poste américain de Norwich (en), répertorié séparément.
Il a été ajouté au registre national des lieux historiques en 1975. 